# Rozrusznik pneumatyczny
Rozrusznik pneumatyczny – rozrusznik stosowany w silnikach Diesla (o zapłonie samoczynnym). Jego główne elementy to zbiornik ze sprężonym powietrzem i koło zamachowe. Sprężone powietrze jest kierowane na łopatki na kole zamachowym, rozpędzając je. Po osiągnięciu odpowiedniej prędkości obrotowej koło zamachowe jest przyłączane do wału korbowego silnika i obraca go wymuszając pierwsze cykle pracy. Po rozpoczęciu przez silnik samodzielnego działania koło zamachowe jest odłączane. Rozrusznik pneumatyczny jest najczęściej używany w ciężkim sprzęcie wojskowym i budowlanym.